# باريس سان جيرمان موسم 2000–01

## موسم 00-2001: موسم مقبول أوروبياً
بدأ الفريق هذا الموسم بقيادة أنيلكا ولوسين ودالما وبدأ بداية ناجحة إلى حد ما، لكن نتائجه تراجعت في فترة ما قبل التوقف الشتوي بعد الهزيمة المذلة أمام سيدان 5-1 مطلع ديسمبر، ترك فيليب بيرجيرو منصبه
للمدرب لويس فرنانديز، الذي كان مطلباً مُلحاً من قبل جماهير بارك دي برينس، استبعد لويس بعض اللاعبين وتعاقد مع آخرين من بينهم الإسباني الصغير ميكل أرتيتا خريج مدرسة برشلونة، والدولي الأرجنتيني ماوريتسيو بوتشيتينو وديدييه دومي، الذي عاد إلى النادي الذي بدأ معه مسيرته الكروية بعد ستة أشهر، أنهى باريس سان جرمان الموسم في المركز التاسع، ونجح في حجز مكان في مسابقة انترتوتو مستفيدا من انسحاب بعض الاندية الإسبانية، حيث توج بها بعد ذلك في بداية الموسم الوالي وكان نجمه لورينت روبرت أحد هدافي البطولة بتسجيله لأربعة أهداف، وكان قد شارك في هذا الموسم في مسابقة دوري أبطال أوروبا، حيث بلغ الدور الثاني من دور المجموعات، بعد احتلاله للمركز الثاني في مجموعته خلف بايرن ميونخ وخروجه من الدوري الثاني، وسجل لاعباه كريستيان كوريا ديونيزيو ونيكولا أنيلكا خمسة أهداف لكلّ منهما 

ومع نهاية الموسم نجح المدرب لويس في تشكيل فريقه الخاص حيث عززه بلاعبين بارزين من طينة كريستوبال والويزيو وهاينتزه وخصوصا النجم البرازيلي رونالدينيو